# 讀賣日本交響樂團
讀賣日本交響樂團（日语： Yomiuri Nippon Kōkyō Gakudan），日本管弦樂團，1962年4月由讀賣新聞社（今讀賣新聞東京本社）、日本電視台與讀賣電視台合資成立，是世界僅有的由報社出資創建的管弦樂團。

## 外部連結
- 官方网站
- 日本テレビ「読響シンフォニックライブ」（页面存档备份，存于）
- 讀賣日本交響樂團的Discogs页面（英文）